# Luis Cruzado Sánchez
Luis Cruzado Sánchez (Lima, 6 de julio de 1941-Lima, 14 de febrero de 2013) fue un futbolista y director técnico peruano. Fue integrante de la selección de fútbol del Perú y figura importante del Club Universitario de Deportes, con el que se consagró campeón nacional en siete oportunidades.

## Biografía
Luis Cruzado nació en los Barrios Altos de Lima, Perú. Hijo del también futbolista  Arcadio Cruzado. Estuvo casado con Margarita Navarrete, con quien tuvo tres hijos. Falleció el 14 de febrero de 2013 en el Hospital Nacional Dos de Mayo de la ciudad de Lima, víctima de problemas neurológicos por la diabetes avanzada que padecía, después de una tenaz lucha. Sus restos fueron velados en el estadio Lolo Fernández y sepultados en el Cementerio Campo Fe de Huachipa.

## Trayectoria
Cruzado era un volante mixto que se adelantó a su época en treinta años. Trajinaba con verdadero sentido por cada sector del terreno, sea para defender o atacar. Con Roberto Chale, conformó una dupla de gran solvencia y creatividad en el medio campo. También tuvo en Hernán Castañeda a un gran complemento en esa misión.
La producción de Cruzado facilitó el óptimo desempeño de la línea de ataque crema con un fútbol fino, punzante y agresivo. En el Perú, militó desde las divisiones inferiores en Universitario de Deportes, convirtiéndose en referente merengue en los años sesenta, jugando al lado de Ángel Uribe y Héctor Chumpitaz. Destacó en los campeonatos nacionales y en la Copa Libertadores de América.

## Selección nacional
Fue internacional con la selección de fútbol del Perú en veintiséis ocasiones y marcó un gol. Su debut se produjo el 19 de marzo de 1961 en un encuentro amistoso ante la selección de Chile que finalizó con marcador de 5-2 a favor de los chilenos. Participó en las eliminatorias para los mundiales de 1962, 1966 y 1970, erigiéndose como una figura importante de la escuadra inca.

### Participaciones en Copas del Mundo
| Mundial                        | Sede   | Resultado        |
| ------------------------------ | ------ | ---------------- |
| Copa Mundial de Fútbol de 1970 | México | Cuartos de final |

## Clubes

### Como futbolista
| Equipo            | Temporadas | Partidos | Goles |
| ----------------- | ---------- | -------- | ----- |
| Universitario     | 1959-1973  | 290      | 33    |
| Walter Ormeño     | 1974       | 12       | 0     |
| Selección peruana | 1961-1970  | 26       | 1     |
| Total             | 1959-1974  | 328      | 34    |

### Como entrenador
| Club                      | País | Año       |
| ------------------------- | ---- | --------- |
| Universitario de Deportes | Perú | 1980      |
| Carlos A. Mannucci        | Perú | 1983-1984 |
| Deportivo San Agustín     | Perú | 1987      |
| Juventud La Joya          | Perú | 1988      |
| Carlos A. Mannucci        | Perú | 1989      |

## Palmarés

### Como futbolista

#### Campeonatos nacionales
| Título                    | Club                      | País | Año  |
| ------------------------- | ------------------------- | ---- | ---- |
| Primera división del Perú | Universitario de Deportes | Perú | 1959 |
| Primera división del Perú | Universitario de Deportes | Perú | 1960 |
| Primera división del Perú | Universitario de Deportes | Perú | 1964 |
| Primera división del Perú | Universitario de Deportes | Perú | 1966 |
| Primera división del Perú | Universitario de Deportes | Perú | 1967 |
| Primera división del Perú | Universitario de Deportes | Perú | 1969 |
| Primera división del Perú | Universitario de Deportes | Perú | 1971 |

#### Participaciones internacionales
| Club                             | Competencia            | Resultado        |
| -------------------------------- | ---------------------- | ---------------- |
| Universitario de Deportes · Perú | Copa Libertadores 1966 | Fase de grupos   |
| Universitario de Deportes · Perú | Copa Libertadores 1967 | Semifinal        |
| Universitario de Deportes · Perú | Copa Libertadores 1968 | Cuartos de final |
| Universitario de Deportes · Perú | Copa Libertadores 1970 | Cuartos de final |
| Universitario de Deportes · Perú | Copa Libertadores 1971 | Semifinal        |
| Universitario de Deportes · Perú | Copa Libertadores 1972 | Subcampeón       |